# Obwód charkowski
Obwód charkowski (ukr. Харківська область) – jeden z 24 obwodów Ukrainy. Leży we wschodniej części Ukrainy, od północy graniczy z Rosją, od wschodu z obwodem ługańskim, od południowego wschodu z obwodem donieckim, od południowego zachodu z obwodem dniepropetrowskim, od zachodu z obwodem połtawskim, od północnego zachodu z obwodem sumskim. Obwód zajmuje powierzchnię 31 415 km², co stanowi 5,2% powierzchni Ukrainy.
Obwód charkowski jest trzecim najbardziej zaludnionym obwodem na Ukrainie. Ponad połowa mieszkańców mieszka w stolicy obwodu Charkowie. W stolicy okręgu większość mieszkańców posługuje się językiem rosyjskim, na prowincji natomiast ludność używa dialektu stanowiącego mieszankę języka rosyjskiego i ukraińskiego, zwanego surżyk.
Obwód leży na obszarze Ukrainy Słobodzkiej (północna i środkowa część) i Zaporoża (południowa część).

## Podział administracyjny
Obwód dzieli się na siedem rejonów:
1. bogoduchowski
2. charkowski
3. czuhujewski
4. iziumski
5. berestyński
6. kupiański
7. łozowski

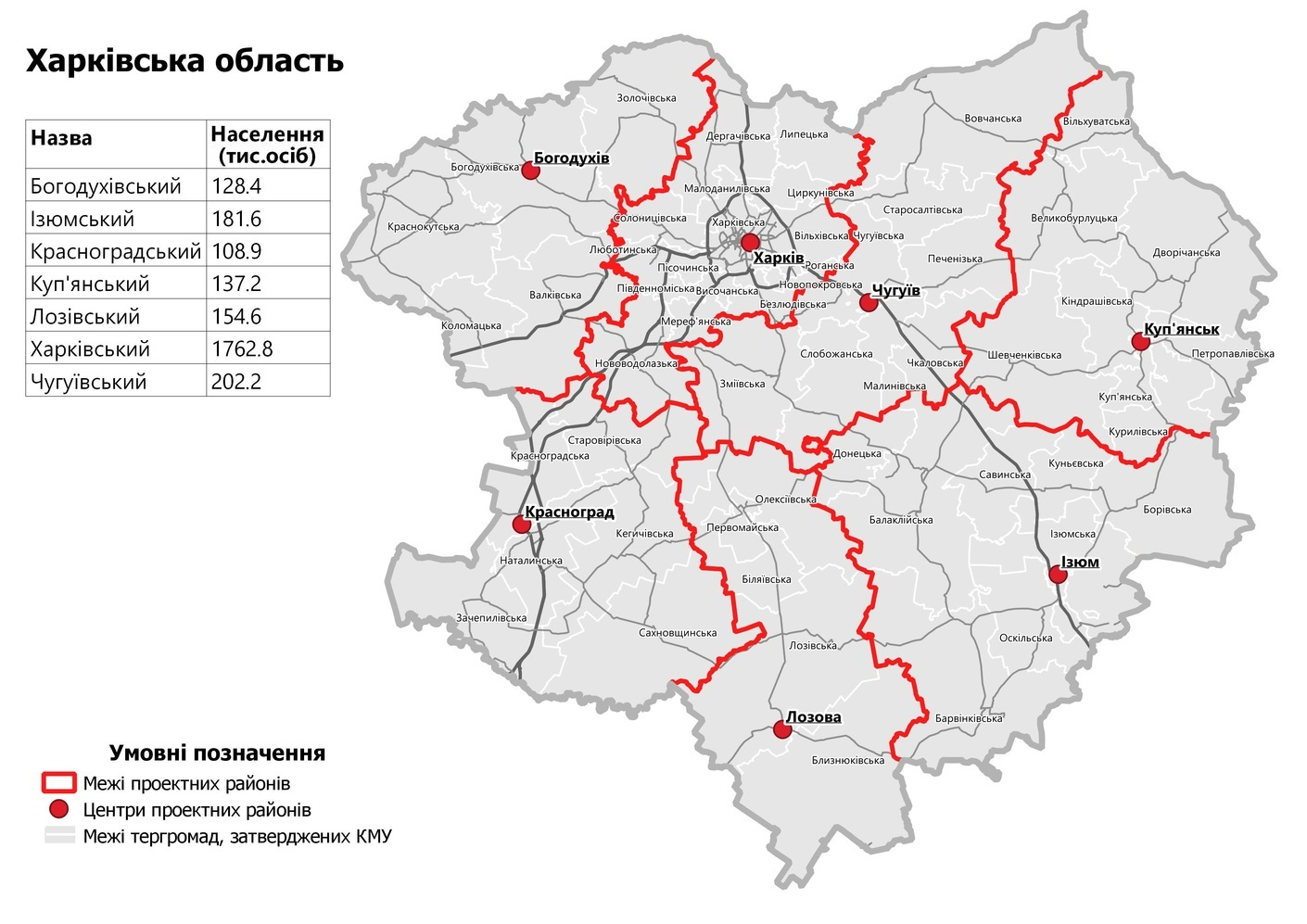
Podział na rejony od 2020 roku

Podział na rejony do 2020 roku

Do 19 lipca 2020 roku obwód dzielił się na 27 rejonów:
- bałaklijski
- barwinkowski
- błyzniukiwski
- bogoduchowski
- borowski
- charkowski
- czuhujewski
- dworiczniański
- dergaczewski
- iziumski
- kehycziwski
- kołomacki
- krasnohradzki
- krasnokutski
- kupiański
- łozowski
- nowowodołazki
- perwomajski
- peczeniski
- sachnowszczyński
- szewczenkowski
- wałkowski
- wełykoburłucki
- wołczański
- zaczepyliwski
- zmijiwski
- zołocziwski

oraz sześć miast wydzielonych: Charków, Czuhujew, Izium, Kupiańsk, Lubotyn, Łozowa oraz Złatopil.

## Historia

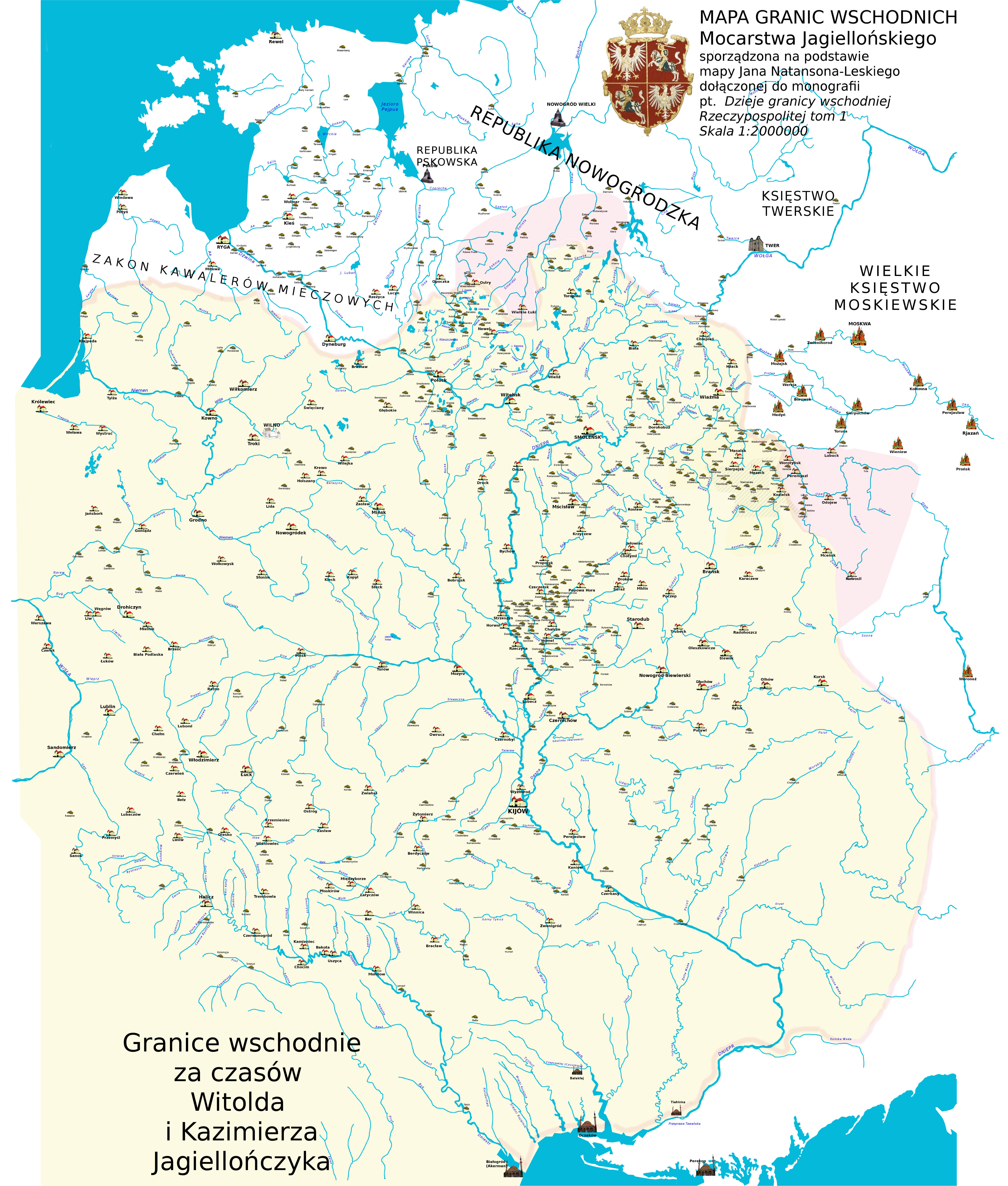
Mapa Polski wschodniej oraz Litwy za panowania Witolda i Kazimierza Jagiellończyka

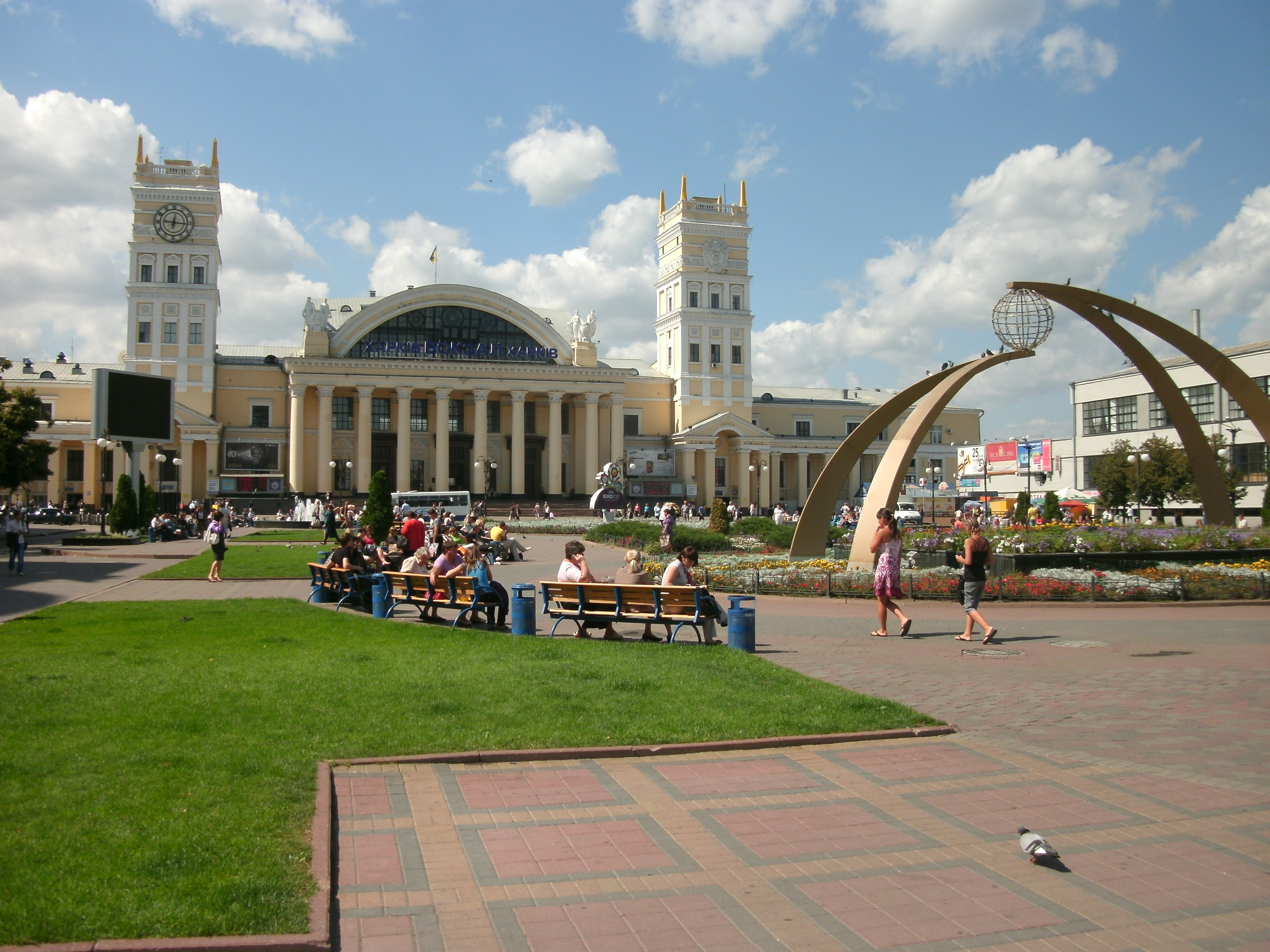
Charków

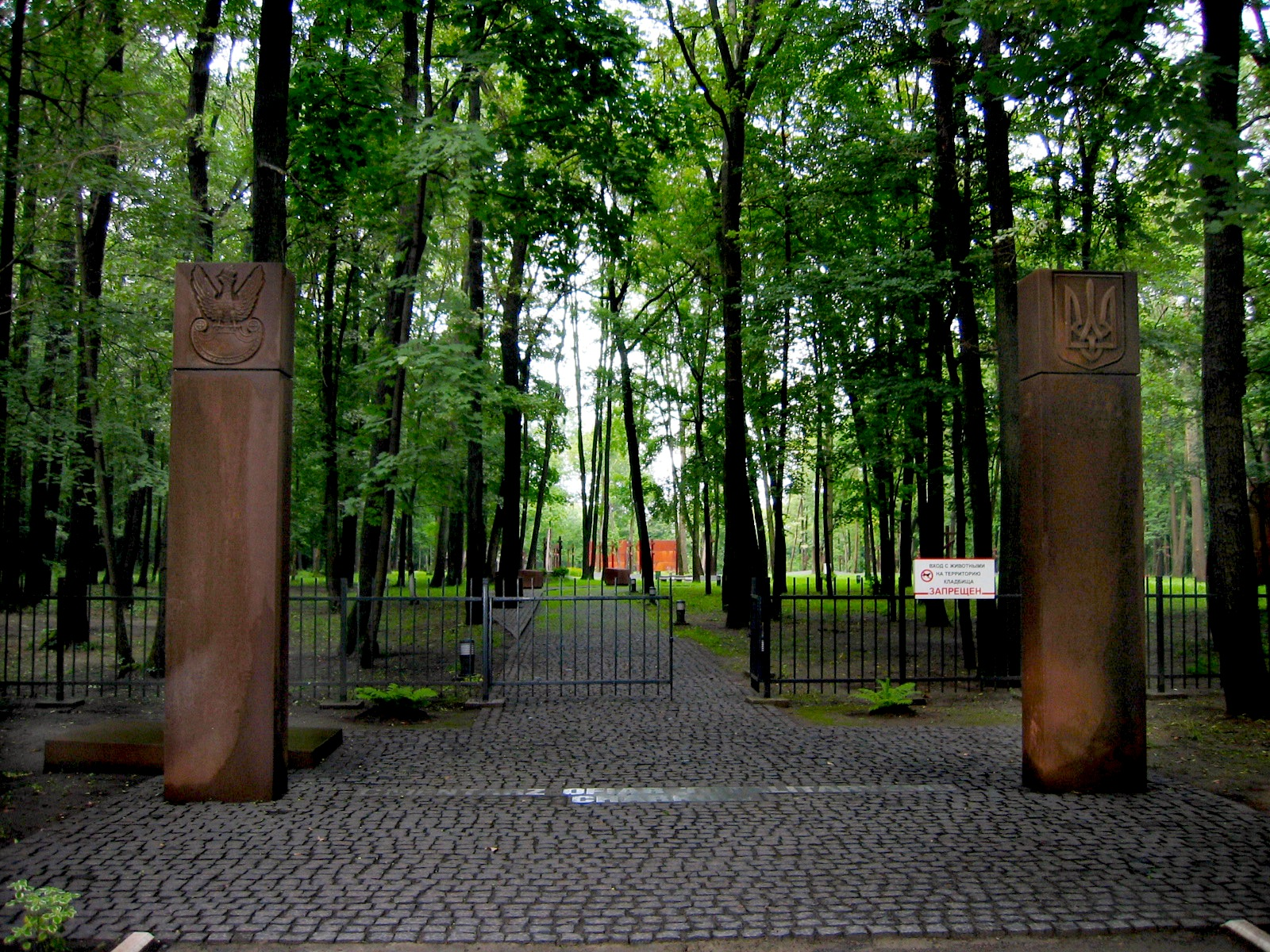
Cmentarz Ofiar Totalitaryzmu w Charkowie

Terytorium obwodu zostało zaludnione w późnym paleolicie (10–12 tys. lat temu), lecz archeologowie odkryli na tym terenie ślady człowieka neandertalskiego pochodzące sprzed 80 tys. lat.
W czasach Jagiellonów obszar znajdował się w granicach Wielkiego Księstwa Litewskiego. W 1503 Litwa utraciła północno-wschodnią część regionu. Południowo-zachodnia część w 1569 przeszła w granice Korony Królestwa Polskiego. Administracyjnie przynależała do województwa kijowskiego prowincji małopolskiej. Do lat 30. XVII wieku tereny dzisiejszego obwodu charkowskiego były stosunkowo słabo zaludnione. W czasie powstania Chmielnickiego nastąpił znaczny napływ ukraińskich chłopów z obszarów objętych walkami. W 1656 na mocy ugody perejasławskiej, tereny te razem z całą Ukrainą Lewobrzeżną zostały włączone do Rosji. Utratę obszaru przez Polskę zatwierdził traktat Grzymułtowskiego w 1686 r.
Przez kolejne 340 lat obszar był silnie rusyfikowany. W połowie XVIII wieku Charków stał się centrum administracyjnym oraz kulturalnym Imperium Rosyjskiego. W latach 1919–1934 stolica obwodu była jednocześnie stolicą Ukraińskiej Socjalistycznej Republiki Radzieckiej. Obwód charkowski we współczesnych granicach został utworzony 27 lutego 1932. Obwody charkowski oraz kijowski były najbardziej dotkniętymi rejonami w czasach wielkiego głodu na Ukrainie w latach 30. W latach II wojny światowej o Charków toczyły się cztery ciężkie bitwy.
W 1940 Charków był jednym z miejsc zbrodni katyńskiej. W 2000 r. w Charkowie został otwarty Cmentarz Ofiar Totalitaryzmu.

## Demografia
Skład narodowościowy obwodu w 2001 roku według ukraińskiego spisu powszechnego:

1. Ukraińcy: 2048,7 tys. (70,7%)
2. Rosjanie: 742 tys. (25,6%)
3. Białorusini: 14,7 tys. (0,5%)
4. Żydzi: 11,5 tys. (0,4%)
5. Ormianie: 11,1 tys. (0,4%)
6. Azerowie: 5,6 tys. (0,2%)
7. Gruzini: 4,4 tys. (0,15%)
8. Tatarzy: 4,2 tys. (0,14%)
9. Mołdawianie: 2,5 tys. (0,09%)
10. Wietnamczycy: 2,4 tys. (0,08%)

## Największe miasta
1. Charków
2. Łozowa
3. Izium
4. Czuhujew
5. Złatopil
6. Bałaklija
7. Kupiańsk
8. Merefa
9. Lubotyn